# Gare d’Aigues-Vives
Gare d’Aigues-Vives – stacja kolejowa w Aigues-Vives, w departamencie Gard,  regionie Oksytania, we Francji.
Jest stacją Société nationale des chemins de fer français (SNCF), obsługiwaną przez pociągi TER Languedoc-Roussillon.